# Рамдхарі Сінгх Дінкар
Рамдарі Сінгх (23 вересня 1908 року– 24 квітня 1974 року)-  індійський поет, есеїст, борець за свободу, патріот. 

## Біографія
Дінкар народився в родині Бхуміхарів у селі Сімарія Британська Індія.У студентські роки його улюбленими предметами були історія, політика та філософія. Він вивчав хінді, санскрит, майтхілі, бенгальську, урду та англійську літературу. На Дінкара великий вплив зробили Рабіндранат Тагор, Кітс і Мілтон, і він переклав твори Рабіндраната Тагора з бенгальської мови на гінді . Його політична думка була значною мірою сформована як Махатмою Ганді, так і Карлом Марксом. Дінкар здобув популярність авдяки своїй націоналістичній поезії. 
Дінкар спочатку підтримував революційний рух під час боротьби за незалежність Індії, але згодом став гандійцем.  
Дінкар тричі обирався до Раджя Сабхи,  був членом цієї палати з 3 квітня 1952 року по 26 січня 1964 року і був нагороджений Падма Бхушаном у 1959 році Він також був віце-канцлером Університету Бхагалпур на початку 1960-х років.
Поетична особистість поета Дінкара була сформована тиском і протидіями життя під час руху за свободу Індії.
Коли він був учнем середньої школи Мокама він не міг дозволити собі перебування в гуртожитку, який би дозволив йому відвідувати всі періоди.Як студент, у якого немає взуття, не міг платити за гуртожиток У такому середовищі виріс Дінкар і став націоналістичним поетом радикальних поглядів. 1920 році Дінкар вперше побачив Махатму Ганді. Приблизно в цей час він заснував бібліотеку Маноранджан у Сімарії. 
Коли Дінкар вступив у підлітковий вік, індійський рух за свободу вже почався під керівництвом Махатми Ганді.1929 році, після зрілості, він вступив до коледжу Патна.

## Творчість
Він став поетом-повстанцем внаслідок націоналістичних віршів, написаних за часи до здобуття Індією незалежності.  Він вважається таким же популярним серед любителів поезії для носіїв гінді, як Шевченко для українців  
Його прославляють як найвидатнішого хінді-поета з часів Бхушана. 
Д Дінкар був дуже популярний серед людей, чия рідна мова не була гінді, і він був символом любові до рідної мови. Харіванш Рай Баччан писав, що за належну повагу Дінкар повинен отримати чотири нагороди– за поезію, прозу, мови та за його служіння гінді.
Прогресивний поет- гуманіст, він вирішив підходити до історії та реальності прямо, а його вірші поєднували ораторську силу з декламаційною дикцією. Тема « Urvashi обертається навколо кохання, пристрасті та стосунків чоловіка та жінки на духовному рівні, відмінному від їхніх земних стосунків.
Його Kurukshetra — це оповідна поема, заснована на Santi Parva з «Махабгарати».  Вона була написана в той час, коли в пам’яті поета були свіжі спогади про Другу світову війну.
Дінкар був у Тірупаті, штат Андхра-Прадеш, на своїй поетичній зустрічі. Він провів читання віршів у храмі Тірупаті на третій пісні своєї знаменитої книги Рашміраті про велику форму Господа Крішни.  Вночі 24 квітня 1974 року Дінкар отримав зупинку серця і помер.

## Визнання
У 1999 році Дінкар був одним із письменників хінді, представлених на наборі пам’ятних поштових марок. Уряд випустив книгу до сторіччя від дня народження Дінкара, автором якої є Кхагендра Тхакур. 
Його статую відкрили в Патні в Дінкар Чоук , а в Калікутському університеті було організовано дводенний національний семінар. 
Інженерний коледж в окрузі Бегусарай названий на честь легендарного гінді-поета Рамдхарі Сінгха Дінкара.  

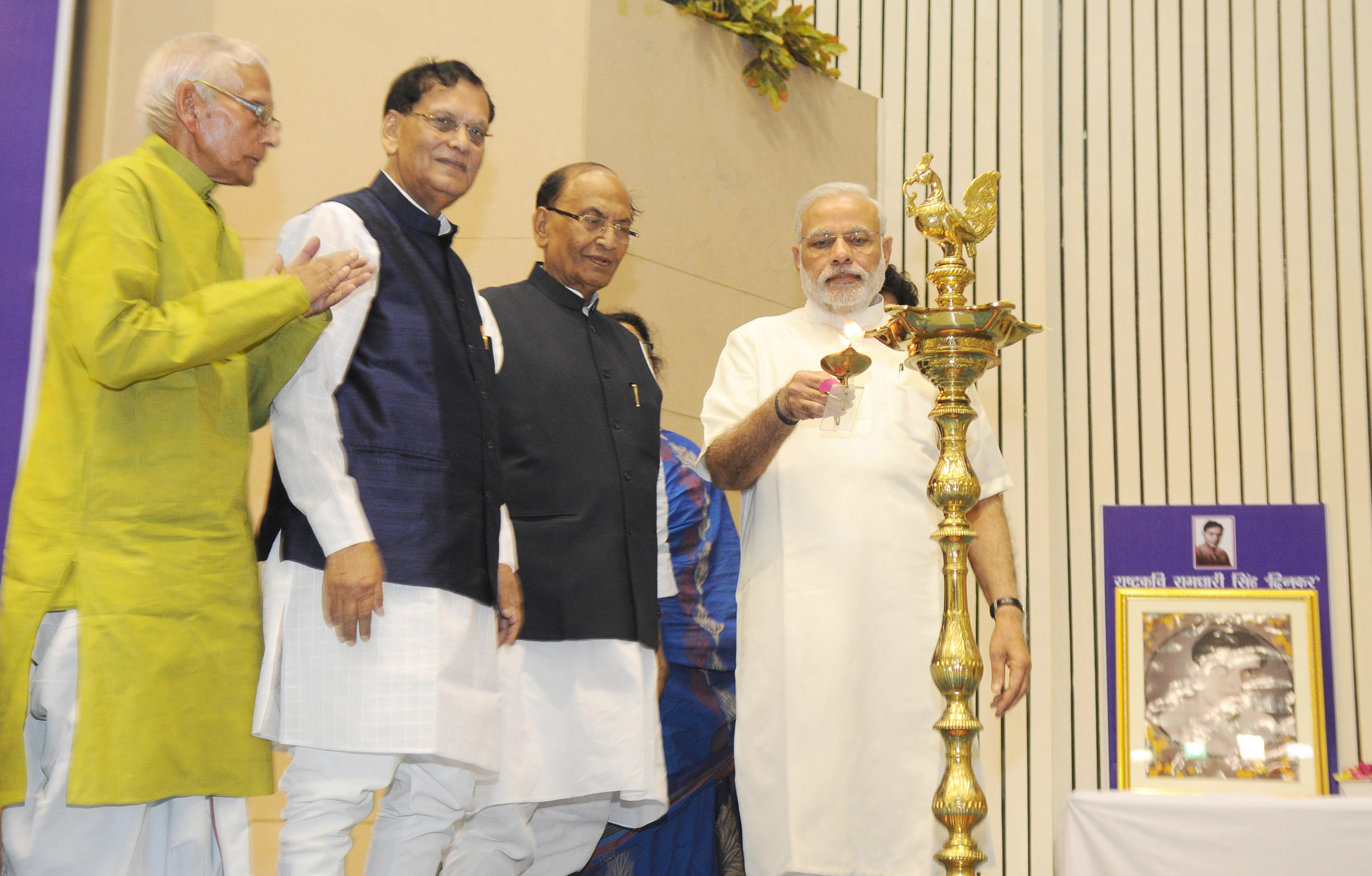
Прем'єр-міністр Шрі Нарендра Моді запалює лампу на святкуванні Золотого ювілею творів Раштракаві Рамдхарі Сінгха Дінкара в Нью-Делі 22 травня 2015 р.

22 травня 2015 року відбулось  святкування золотого ювілею видатних творів Дінкара у Віг’ян Бхавані, Нью-Делі . 